# 84011 Jean-Claude
84011 Jean-Claude este o planetă minoră (asteroid), cu un diametru de 8,448 km, din centura de asteroizi. A fost descoperită pe 23 iulie 2002 la Observatorul Palomar de Sebastian Florian Hönig⁠(d). 
Obiectul prezintă o orbită caracterizată de o semiaxă mare de 4,0098207380064 UAi, o excentricitate de 0,24, o înclinație de 4 ° în raport cu ecliptica.